# حفل افتتاح الألعاب البارالمبية الصيفية 2016
أقيم حفل افتتاح دورة الألعاب البارالمبية الصيفية 2016 في مساء يوم 7 سبتمبر 2016 في ملعب ماراكانا بريو دي جانيرو. وذلك ابتداءً من الساعة 18:30 بتوقيت البرازيل (21:30 بالتوقيت العالمي المنسق ).

## الإستعدادات
كان موضوع الحفل هو "كل شخص لديه قلب"؛ وذكر الكاتب والمخرج مارسيلو روبنز بايفا أن الحفل سوف يركز على "الإنسانية والحالة الإنسانية والمشاعر والصعوبات والتضامن والحب والقلب" و"استحضار المشاعر والضحك والدموع". وقد شارك في الحفل ما لا يقل عن 2500 شخص منهم 500 محترف مبدع و2000 متطوع.
وفي 2 سبتمبر 2016 كشف المخرج فريد جيلي أن الحفل سيضم لاعبة التزلج على الجليد الأمريكية البارالمبية والمتسابقة في برنامج الرقص مع النجوم إيمي بيردي وهي تؤدي رقصة معاصرة مستوحاة من السامبا مع "شريك مفاجئ". وفي خضم المخاوف المالية الأكبر المحيطة بالألعاب أكد زميله المخرج فلافيو ماتشادو أن ميزانية الحفل كانت مسؤولة ماليًا وكانت "كافية للقيام بما أردنا إنشاءه" مضيفًا أن "هذا لم يكن مشكلة ولن يكون عذرًا".
كما وغاب رئيس اللجنة الأولمبية الدولية توماس باخ عن حفل الافتتاح حيث كان لديه التزامات مسبقة لحضور الجنازة الرسمية للرئيس الألماني الغربي السابق والتر شيل. وهذه هي المرة الأولى منذ عام 1984 التي لا يحضر فيها الرئيس الحالي للجنة الأولمبية الدولية حفل افتتاح دورة الألعاب البارالمبية. وقد حضر سام رامسامي مندوب اللجنة الأولمبية الدولية للرياضات الخاصة الحفل نيابة عن باخ.

## ملخص

### الترفيه قبل العرض
قبل الحفل شوهد تميمتي ريو 2016 فينيسيوس وتوم يشاركان في محاكاة ساخرة لجزء المشي على المدرج الذي ظهرت فيه جيزيل بوندشين في حفل افتتاح الألعاب الأولمبية، بحيث كان فينيسيوس يرتدي ملابس مشابهة لبوندشين.

### المقدمة

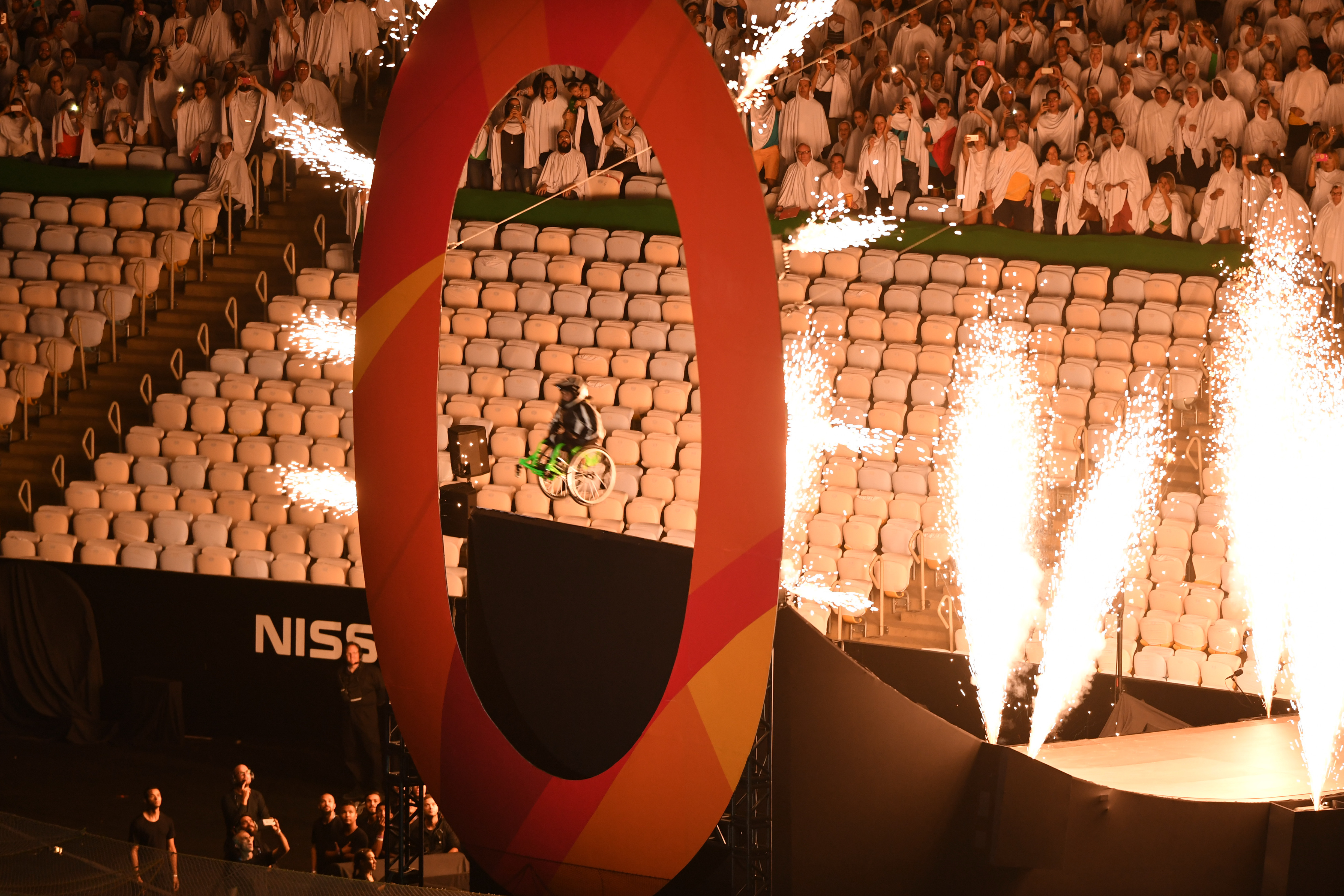
يدخل آرون فوثرينغهام إلى الملعب عبر منحدر.

افتتح الحفل بفقرة مسجلة مسبقًا وشارك فيها فيليب كرافن رئيس اللجنة البارالمبية الدولية. فبعد إلغاء رحلته المباشرة إلى ريو سافر كرافن بدلاً من ذلك إلى بيليم، وسافر على كرسيه المتحرك عبر مدن برازيلية مختلفة في طريقه إلى ريو دي جانيرو، وقام بزيارة تمثال المسيح الفادي قبل دخول الاستاد. حيث تم إجراء العد التنازلي من الرقم 10 باستخدام الأرقام التي تم الكشف عنها من الطابق العلوي للملعب. وفي ختام العد التنازلي ركب مؤدي الحركات البهلوانية على الكرسي المتحرك آرون "ويلز" فوثرينغهام منحدرًا وقفز عبر رقم "0" كبير وهبط بقفزة خلفية على وسادة هوائية، وهو إشارة إلى متزلج الجليد الكندي جوني ليال الذي انزلق على منحدر وقفز عبر مجموعة من الحلقات الأولمبية في حفل افتتاح أولمبياد فانكوفر 2010. وكان الجزء الأول من الجزء الثقافي من الحفل بمثابة تكريم لاختراع العجلة حيث تضمن حلقات السامبا والفنانين الذين يركبون المسرح على الكراسي المتحركة.
وفي الجزء التالي تم تكريم شواطئ ريو بما في ذلك أداء المؤدين "لركوب الأمواج" على ألواح التزلج على أرضية العرض. وظهر في هذا الجزء السباح البارالمبي البرازيلي دانييل دياس. وتبع ذلك مقطع يكرم التأثير الأفريقي على الثقافة البرازيلية. وتم عزف النشيد الوطني البرازيلي على البيانو بواسطة جواو كارلوس مارتينز بينما قام العازفون بترتيب أنفسهم على أرضية الملعب لتشكيل علم البرازيل.

### موكب الأمم

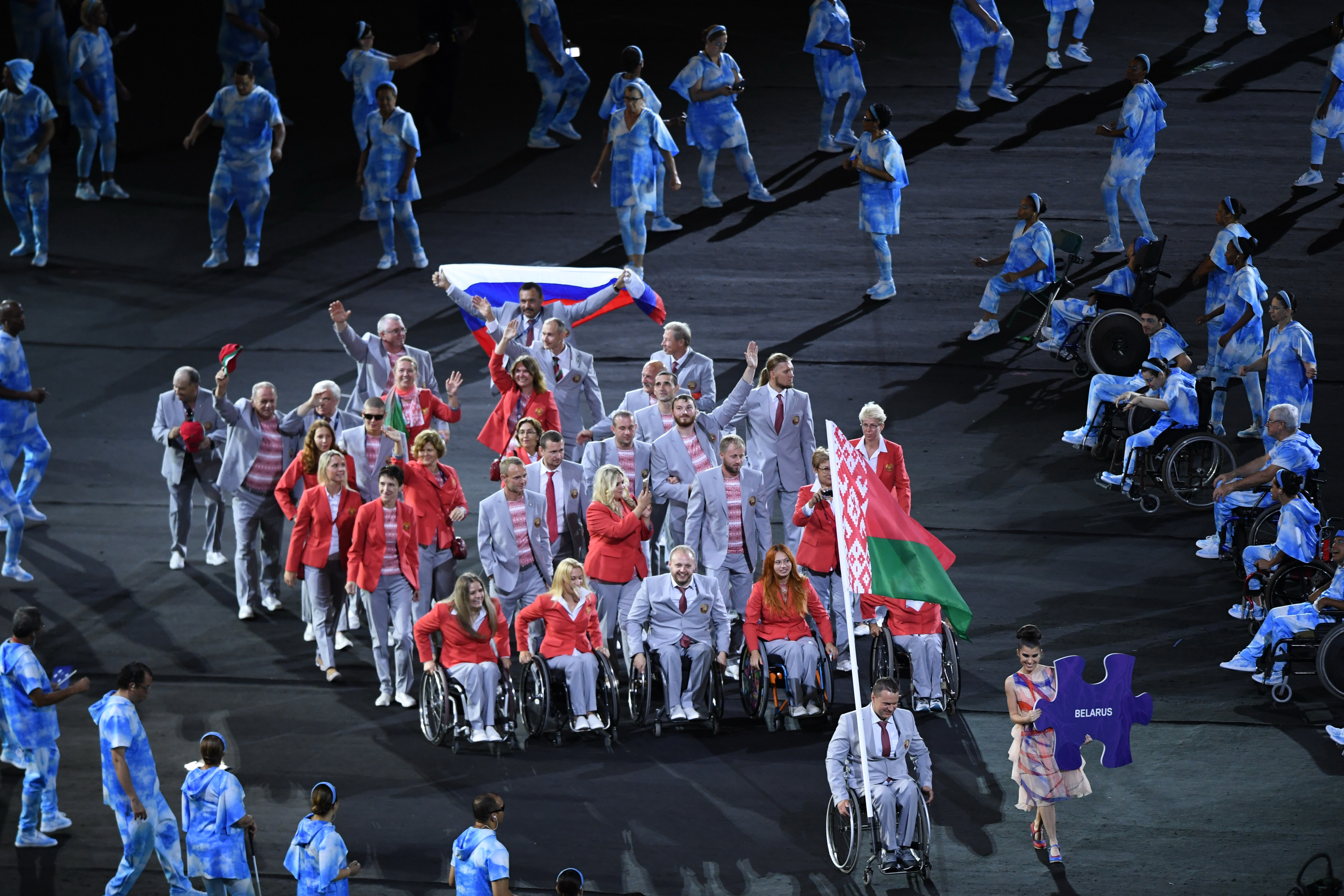
الوفد البيلاروسي في موكب الأمم يحمل العلمين البيلاروسي والروسي.

توجهت الوفود التي تمثل 161 لجنة بارالمبية وطنية إلى الملعب بقيادة الرياضيين المستقلين. وكان برفقة كل فريق امرأة تحمل لافتة على شكل قطعة من الألغاز مكتوب عليها اسم الدولة باللغة البرتغالية البرازيلية؛ وكان الجانب الآخر من كل قطعة يحتوي على صور الرياضيين المشاركين في الألعاب. واحتجاجًا على حظر روسيا من الألعاب بسبب فضيحة المنشطات، شوهد مسؤول وزارة الرياضة البيلاروسية أندريه فوموتشكين وهو يحمل علم روسيا أثناء دخوله الملعب؛ وقد تمت مصادرة العلم وتم إلغاء أوراق اعتماد فوموتشكين من قبل اللجنة البارالمبية الدولية لانتهاكه السياسة التي تحظر الاحتجاجات والإيماءات السياسية. ومع دخول البلدان تم تجميع قطع اللغز على أرضية الملعب لإنشاء فسيفساء من القلب البشري باستخدام الصور.

### الافتتاح
وتلا دخول الرياضيين كلمة افتتاحية ألقاها رئيس اللجنة المنظمة لأولمبياد ريو 2016 كارلوس آرثر نوزمان الذي دعا الرياضيين إلى "اللعب النزيه والتقيد بالقواعد والأهم من ذلك كله الاستمتاع بالقيام بما يجيدونه". وأطلقت الجماهير صيحات الاستهجان ضد نوزمان بعد أن شكر الحكومات المحلية على مساهماتها في الألعاب. ثم تبع خطاب نوزمان خطاب لرئيس اللجنة البارالمبية الدولية فيليب كرافن حيث دعا فيه المتفرجين إلى "رؤية المعنى الحقيقي للرياضة والتعريف الحقيقي للقدرة" موضحًا أنه "في بلد واجه تحديات كبرى في الآونة الأخيرة وسيحول الرياضيون البارالمبيون تركيزك من القيود المتصورة إلى عالم مليء بالإمكانيات والفرص التي لا نهاية لها. وسوف يفاجئونك ويلهمونك ويثيرون حماسك ولكن الأهم من ذلك كله أنهم سيغيرونك". ثم افتتح الرئيس البرازيلي ميشيل تامر الألعاب رسميًا وفي أعقاب عزل ديلما روسيف رسميًا تعرض تامر أيضًا لصيحات استهجان.

### الفقرات الثقافية

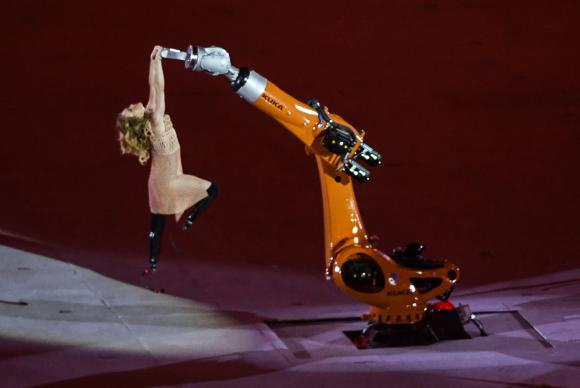
ترقص إيمي بيردي إلى جانب ذراع آلية.

كان هناك جزء يسمى "ما وراء الرؤية" للفنان والمصمم مارسيلو كويلو مع إسقاطات لموتي راندولف، وظهر فيه راقصون يرتدون ملابس سوداء وهم يحملون عصي ضوئية بيضاء، يليه عرض روتيني من قبل زوج من الراقصين ضعاف البصر بمساعدة أرضية ملموسة. وتبع ذلك فقرات تكريمية للرياضات التي سيتم عرضها خلال الألعاب. وقد تم تشكيل شعار الألعاب البارالمبية على أرضية الساحة، تلا ذلك دخول ورفع العلم البارالمبي. وقد أحضر العلم أعضاء من جمعية مساعدة الأطفال ذوي الاحتياجات الخاصة (منظمة للشباب ذوي الإعاقة) وتم تشغيل مونتاج للرياضيين البارالمبيين أثناء رفع العلم. وبعد أداء القسم قامت الراقصة ومتزلجة الجليد البارالمبية إيمي بيردي مرتدية فستانًا مطبوعًا بتقنية ثلاثية الأبعاد من تصميم مصممة الأزياء دانيت بيليج، بأداء عرض رقص باستخدام ذراع روبوتية من نوع كوكا والتي ترمز إلى التعايش بين البشر والتكنولوجيا.

### إشعال المرجل

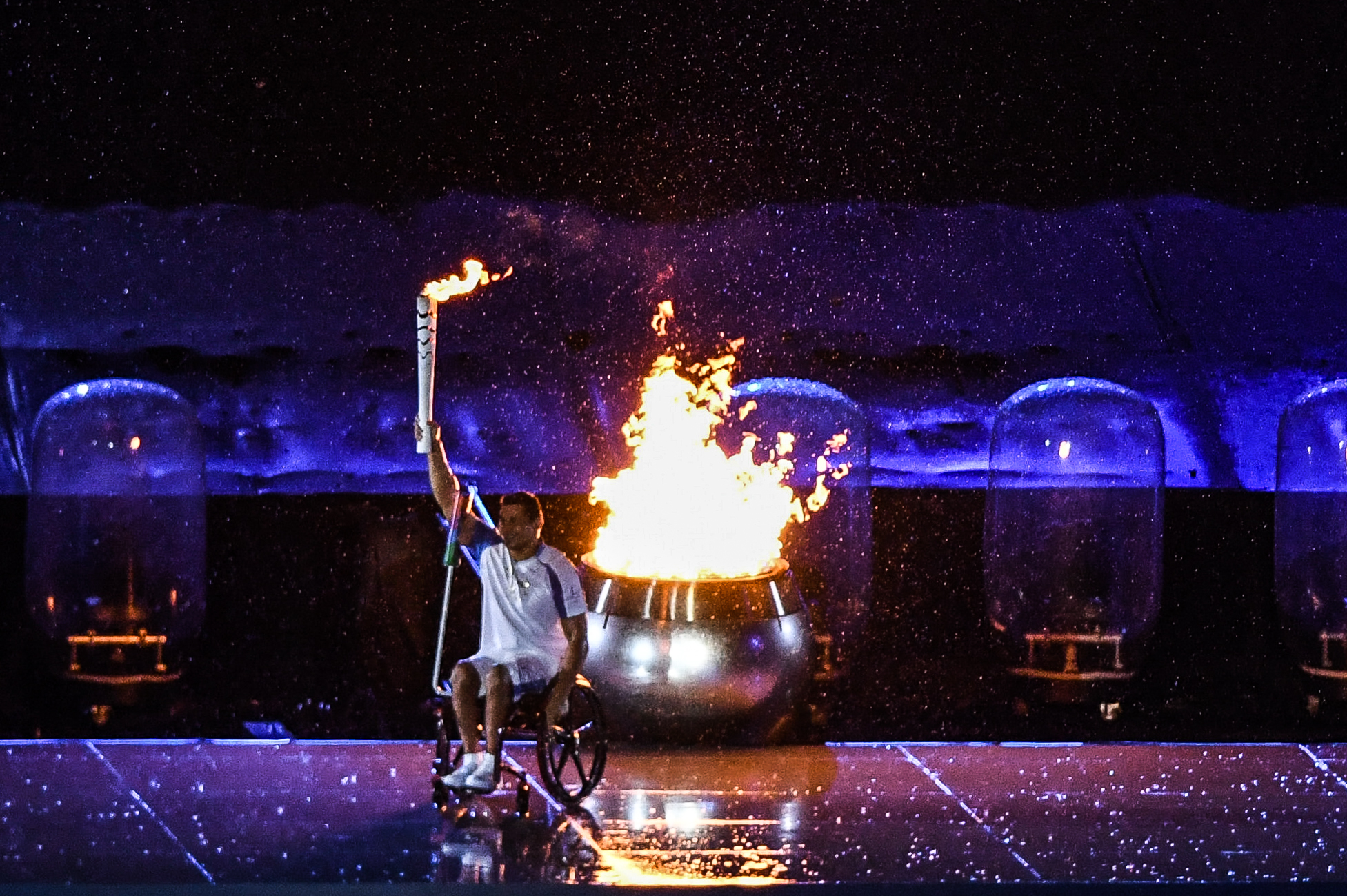
سيلفا بعد إشعال المرجل البارالمبي

وبينما هطلت الأمطار على ماراكانا تم إدخال الشعلة البارالمبية إلى الملعب من قبل رواد الرياضات البارالمبية البرازيليين. أولاً سلم العداء أنطونيو ديلفينو الذي فاز بميداليتين ذهبيتين في دورة الألعاب البارالمبية الصيفية 2004 الشعلة إلى مارسيا مالسار - أول برازيلية تفوز بالميدالية الذهبية في دورة الألعاب البارالمبية الصيفية 1984 في مدينة نيويورك. ثم انزلقت مالسار وسقطت على الأرض المبللة بالمطر مما أدى إلى إسقاط الشعلة. وبعد تعافيها بنجاح من السقوط سلمت مالسار الشعلة إلى أسطورة الألعاب البارالمبية البرازيلية آدريا سانتوس التي فازت بـ13 ميدالية بارالمبية. ثم سلمت سانتوس الشعلة إلى حامل الشعلة الأخير أسطورة الألعاب البارالمبية البرازيلية كلودوالدو سيلفا. وقد كان المرجل موجودًا في أعلى مجموعة من السلالم والتي انزلقت لتكشف عن سلسلة من المنحدرات لكرسي سيلفا المتحرك. حيث صعد سيلفا المنحدرات وأشعل مرجل الألعاب البارالمبية وهو نفس مرجل الألعاب الأولمبية 2016 ولكن تم تعديله في وحدة أقل. ثم تبع الإضاءة أداء موسيقي للمغني سو جورج.